# Kvadratkomplettering
Kvadratkomplettering innebär att skriva om ett andragradspolynom (polynom av grad 2) av formen
{\displaystyle x^{2}+px+q\qquad (1)}
till formen
{\displaystyle \left(x+{\frac {p}{2}}\right)^{2}-\left({\frac {p}{2}}\right)^{2}+q\qquad (2)}.
Med hjälp av kvadreringsregeln {\displaystyle (a+b)^{2}=a^{2}+b^{2}+2ab} kan (2) utvecklas, vilket visar att (2) är ekvivalent med (1):
{\displaystyle \left(x+{\frac {p}{2}}\right)^{2}-\left({\frac {p}{2}}\right)^{2}+q\ =}
{\displaystyle x^{2}+2\cdot {\frac {px}{2}}+\left({\frac {p}{2}}\right)^{2}-\left({\frac {p}{2}}\right)^{2}+q=x^{2}+px+q}.
Kvadratkomplettering används bland annat för att lösa andragradsekvationer.

## Exempel
- För att hitta de två lösningarna till ekvationen

{\displaystyle x^{2}+32x-33=0}
kan kvadratkomplettering användas:
{\displaystyle x^{2}+32x-33=\left(x+{\frac {32}{2}}\right)^{2}-\left({\frac {32}{2}}\right)^{2}-33=\left(x+16\right)^{2}-289}
Sätt ovanstående lika med noll och lös
{\displaystyle \left(x+16\right)^{2}-289=0\quad \Rightarrow }
{\displaystyle \left(x+16\right)^{2}=289\quad \Rightarrow }
{\displaystyle x+16=\pm 17\quad \Rightarrow }
{\displaystyle x=-16\pm 17\quad \Rightarrow }
{\displaystyle x=1~~\mathrm {eller} ~~x=-33}
- Med kvadratkomplettering går det att lokalisera andragradspolynoms minsta värden:

{\displaystyle x^{2}+px+q=\underbrace {\left(x+{\frac {p}{2}}\right)^{2}} _{\geq 0}+\left(q-\left({\frac {p}{2}}\right)^{2}\right)\geq q-\left({\frac {p}{2}}\right)^{2}}
Olikheten visar att det minsta värdet 
{\displaystyle q-\left({\frac {p}{2}}\right)^{2}}
antas då 
{\displaystyle x=-{\frac {p}{2}}}.